# Persicaria orientalis
Renouée orientale
Espèce
Synonymes
- Amblygonum orientale (L.) Nakai[1]
- Amblygonum pilosum (Roxb. ex Meisn.) Nakai[1]
- Goniaticum solitarium Stokes[1]
- Heptarina orientalis (L.) Raf.[1]
- Lagunea cochinchinensis Lour.[1]
- Lagunea orientalis (L.) Nakai[1]
- Persicaria cochinchinensis (Lour.) Kitag.[1]
- Persicaria pilosa (Roxb.) Kitag.[1]
- Polygonum amoenum Blume[1]
- Polygonum cochinchinense Meisn.[1]
- Polygonum orientale L.[1] [2]
- Polygonum pilosum Roxb. ex Wall.[1]
- Polygonum torquatum Bruyn[1]

Persicaria orientalis, la Renouée orientale, est une espèce de plantes herbacées de la famille des Polygonaceae.

## Systématique
Le nom correct complet (avec auteur) de ce taxon est Persicaria orientalis (L.) Spach.
L'espèce a été initialement classée dans le genre Polygonum sous le basionyme Polygonum orientale L..
Ce taxon porte en français les noms vernaculaires ou normalisés suivants : Renouée orientale,,, Bâton de Saint-Jean, Monte-au-ciel, Renouée d'Orient,,, Persicaire du Levant,.